# 烏維斯拉
49°10′29″N 25°57′42″E / 49.17472°N 25.96167°E
烏維斯拉（烏克蘭語：Увисла）是位於烏克蘭西部特諾皮爾州裏喬爾特基夫區的村莊，處於泰納河畔，距離采利伊夫1.5公里，始建於1458年，面積3.63平方公里，2001年人口1,350。